# Memorama

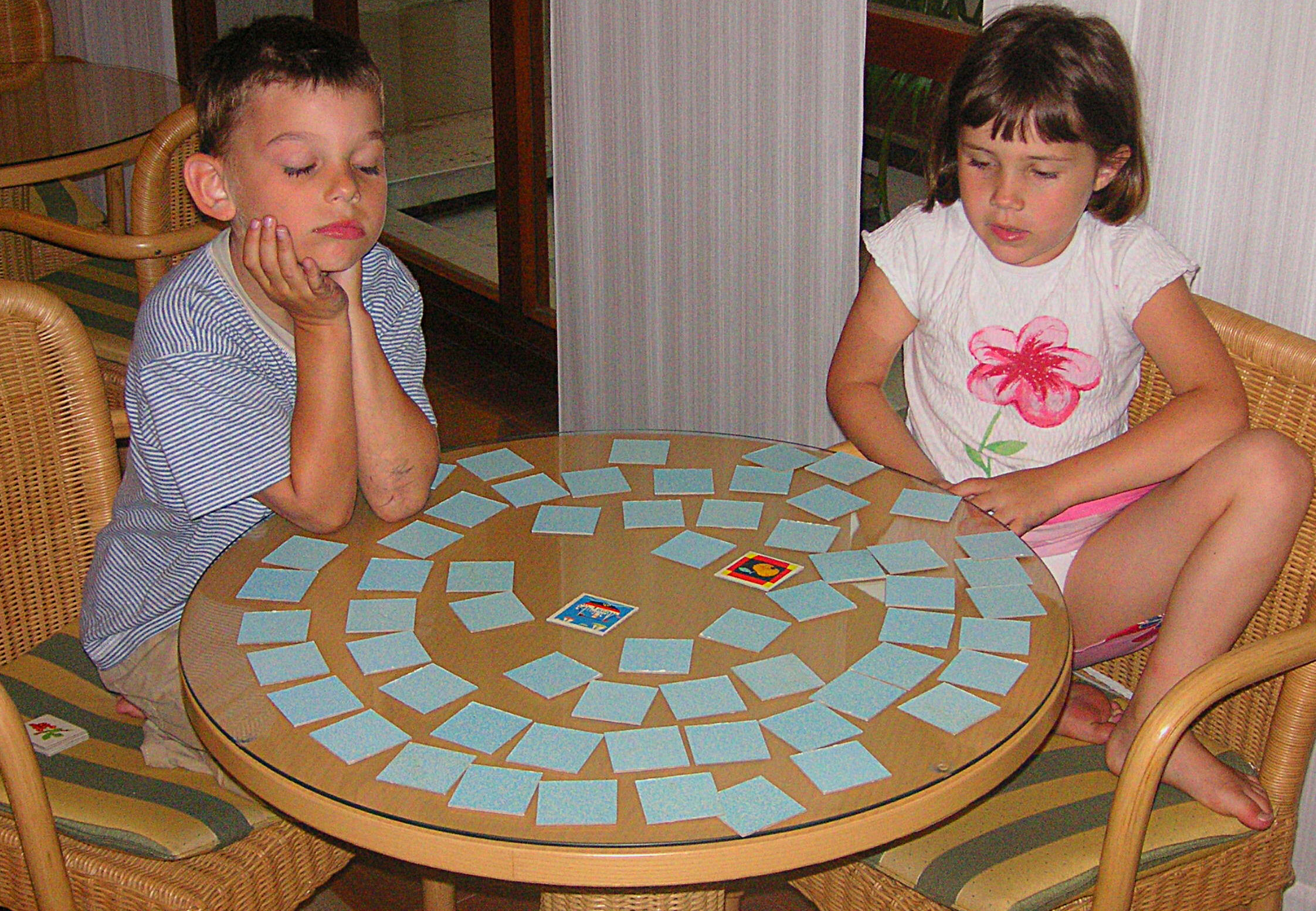
Un nen i una nena jugant al memorama

El Memorama, joc de memòria o memory és un joc de taula en la categoria de joc de cartes que consisteix a emparellar naips. Generalment hi ha una sèrie de cartes amb diverses figures en cadascuna d'elles, les quals estan emparellades, és a dir cada figura està repetida en dues cartes. Aquest joc, com el seu nom indica, serveix per desenvolupar la memòria en recordar on estaven les altres cartes. L'avantatge dels memoramas és que no són tots iguals, poden ser dibuixos de qualsevol classe i no hi ha un nombre determinat de cartes a jugar. Es poden fer fins a 50 parelles. Aquests jocs són molt bons per als nens i nenes petites i resulten igualment entretinguts i interessants per a molts adults a causa de l'exercici de la memòria.

## Dinàmica de joc

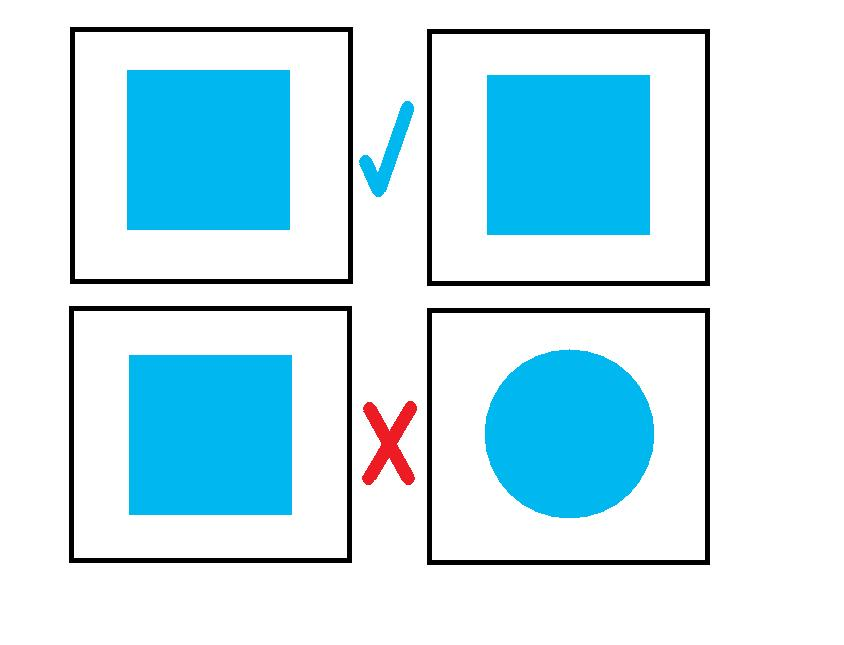
Parelles en el memorama

El joc comença regirant les cartes i repartint-les a l'atzar damunt una taula amb les figures cap avall de tal manera que no sigui possible veure la imatge que es troba en elles.
Un jugador o jugadora escull dues cartes, si són iguals, se les queda i té dret a escollir altres dos; si són diferents les torna a col·locar una altra vegada de cap per avall en el mateix lloc i procura recordar quines cartes eren, cedint el torn a un altre jugador.
El següent jugador o jugadora selecciona una altra vegada dues cartes, amb l'avantatge que si recorda bé la posició de les figures anteriors que van sortir al seus companys o companyes de joc podrà aprofitar-se'n a l'hora d'intentar fer les parelles.
Guanya el jugador o jugadora que aconsegueixi més parelles de cartes. Aquest joc es pot jugar amb dos o més participants.

## Modalitat solitari
El joc del memorama també el pot jugar una sola persona en la modalitat de solitari, on el que es desitja és trencar el rècord de temps en què es demora la persona a completar el joc, descobrir totes les parelles de cartes, etc.

## Les cartes
Qualsevol joc de cartes serveix per a jugar al memorama, sempre que es disposi de dos conjunts de naips per obtenir les parelles de cartes necessàries. Hi ha els qui utilitzen cartes de joc de cartes col·leccionables (moderns), ja que normalment és fàcil aconseguir més d'una còpia.
Fins i tot, es pot fer un memorama personal si no es desitja comprar-ne un o no es disposa de dues baralles de cartes tradicionals o modernes.